# キリストの鞭打ち (ピエロ・デラ・フランチェスカ)
『キリストの鞭打ち』（キリストのむちうち、伊: Flagellazione di Cristo）は、イタリアのルネサンス期の巨匠、ピエロ・デラ・フランチェスカによる絵画である。おそらく1468-1470年頃の制作で、板上に油彩とテンペラで描かれている。現在、イタリアのウルビーノにあるマルケ国立美術館に所蔵されている。ある作家から「謎めいた小さな絵画」と呼ばれ 、構図は複雑かつ、通常見られないもので、その図像は互いに大きく異なる様々な仮説の対象となっている。

## 概要
絵画のテーマは、キリストの受難の間のローマ人によるキリストの鞭打ちである。聖書に記述されている鞭打ちは中距離にある屋外空間でなされるが、右側の前景にある3人の人物は、背後で展開されている出来事に注意を払っていないかのようである。本作は、線遠近法と作品に浸透する静謐さの雰囲気で高く評価されており、美術史家のケネス・クラークは、『キリストの鞭打ち』を自身の個人的なベスト10絵画のリストに入れ、「世界で最も偉大な小さな絵画」という形容されている。
この絵画は、着席した皇帝の下に「OPVS PETRI DE BVRGO S [AN] C [T] I SEPVLCRI （ボルゴ・サンセポルクロ のピエロの作品）」と署名されている。
『キリストの鞭打ち』は、鞭打ちの場面が人物の大きさに適合して配置されている広間のリアルな描写と、構図の幾何学的秩序で特に賞賛されている。正面にいる顎鬚を生やした男性の肖像画は、ピエロの生きた時代では異常に綿密な描写であると考えられている。

## 解釈
作品を取り巻く学術的な議論の多くは、最前列にいる3人の男性が誰であるかということ、および3人の重要性に関するものである。 アドリアーノ・マリナッツォによると、3人は過去、現在、未来、または人間の3つの時代を描写している可能性がある。他の学者は、絵画の主題の解釈によって、同時代の人物やキリストの受難に関連する人々を代表している、あるいは複数のアイデンティティを持っているかもしれないと述べている。複数のアイデンティティを持っているかもしれないということは、ある意味、確かに鞭打ちの主題の伝統的な人物であるピラト（左側の座っている男性）に関しても示唆されている。構図に2つの時間が描かれているという概念は、鞭打ちの場面が右からの光で照らされ、「現代 (当時）」と思われる屋外の場面が左からの光に照らされているという事実に由来している。もともと本作には、旧約聖書の詩篇第2篇から取られたラテン語の「Convenerunt in Unum」（「彼らは集まった」）が刻まれた文があった。この文は使徒言行録4:26に引用されており、ピラト、ヘロデ王、ユダヤ人に関連している。

### 従来型
ウルビーノでまだ支持されている従来の解釈によると、3人の男性は1444年7月22日に一緒に殺害されたウルビーノ公爵オダントニオ・ダ・モンテフェルトロと、その顧問（両側にいる）のマンフレード・デイ・ピオとトムマーゾ・ディ・グイド・デッラニェッロであった。2人の顧問は、自身らの不人気な政府のためにオダントニオの死の責任を問われ、それは致命的な陰謀につながることになった。オダントニオの死は、その無実さにおいてキリストの死と比較できるかもしれない。絵画はその後、ウルビーノの領主として、異母兄弟のオダントニオを引き継いだフェデリコ・ダ・モンテフェルトロによって依頼されたのかもしれない。別の解釈によると、左右の2人の青年は、2人の悪者の顧問と一緒にオダントニオを殺害したとされるウルビーノの市民、セラフィニとリッチャレッリを表している。これらの解釈とは異なり、フェデリコとウルビーノの市民によって署名された書面による契約は、「彼はオダントニオに加えられた犯罪を追悼することはなく、誰も罰せられることはなく、フェデリコはこれらの犯罪で危険にさらされる可能性のあるすべての人を保護するだろう」と述べている。さらに、オダントニオの遺体は名もない墓に埋葬された。したがって、オダントニオ公爵の記憶とその名誉回復に捧げられた絵画であったとするなら、それはウルビーノの市民への裏切りの事例となったかもしれない。

### 侯爵家
別の伝統的な見方では、本作は、オダントニオの後継者であり異母兄弟であるフェデリコ・ダ・モンテフェルトロ公爵から依頼された侯爵家への称賛と見なされている。 3人の男性は単にフェデリコの前任者フェデリの前任者になるであろう。この解釈は、かつて絵画が収められていたウルビーノ大聖堂の18世紀の目録に裏付けられており、その作品は「グイドゥバルド公とオッド・アントニオ公の人物像と肖像画を含む、私たちの主イエス・キリストの鞭打ち」と解説されている。しかし、グイドバルド公は1472年に生まれたフェデリコの息子だったので、この情報は誤りであるに違いない。代わりに、右端の人物像は、オダントニオとフェデリコの父グイダントーニオを表しているのかもしれない。

### 政治神学（ギンズブルグ）

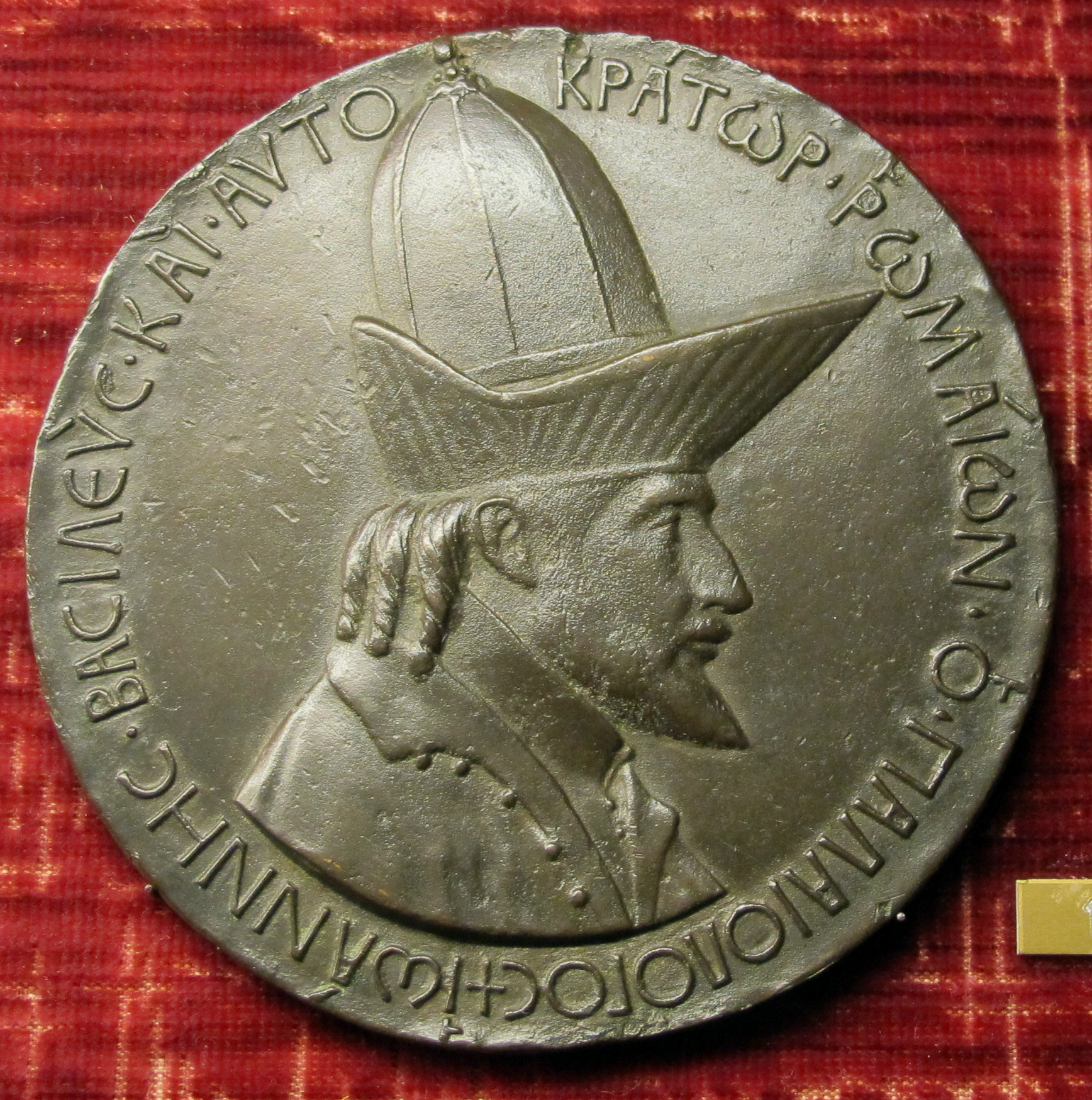
ピサネロ（1438年）によるフィレンツェ訪問中の皇帝ヨハネス8世パレオロゴスのメダル。ピエロの絵画の左側に座っている男性は、非常によく似た帽子を被っている。

他の昔ながらの見解によると、中央の人物は天使を表しており、両側の西方カトリック教会と東方ギリシャ正教会に挟まれている。東西教会の分裂はキリスト教世界全体に争いを生んだ。
鞭打ちを見ている左端の着席した男性は、ビザンチン皇帝ヨハネス8世パレオロゴスであり、その服装、特にピサネロのメダルにある上向きのつばのある珍しい赤い帽子で識別される。カルロ・ギンズブルグによって提案されたこの解釈の変形版では、本作は実際には、ベッサリオン枢機卿と、人文主義者のジョヴァンニ・バッキからフェデリコ・ダ・モンテフェルトロに宛てた十字軍への招待状である。若い男性は、1458年にペストで亡くなったボンコンテ2世・ダ・モンテフェルトロである。かくして、キリストの苦難はビザンチン帝国人（イスラム教徒の脅威に晒されていて、十字軍が救援した）とボンコンテ両方の苦難と対になっている。
シルビア・ロンチーおよびその他の美術史家は、板絵がベッサリオン枢機卿による政治的メッセージであることに同意している。そして、鞭打たれるキリストが当時イスラム教徒のオスマン帝国軍に包囲されていたコンスタンティノープル、およびキリスト教世界全体を表すものであろうと見ている。左の見つめている人物は、スルタンのムラト2世で、その左にはヨハネ8世パレオロゴスがいる。右側の3人の男性は、左から、ベッサリオン枢機卿、ソマス・パレオロゴス（ヨハネス8世の兄弟で、皇帝ではないため、ヨハネが履いている紫色の靴を履けず、裸足で描かれている）、ニッコロ3世・デステ (自身のフェラーラの領土にマントヴァ公会議が移った後のホスト）であると識別できる。
ピエロ・デラ・フランチェスカは、コンスタンティノープル陥落から約20年後に『キリストの鞭打ち』を描いた。しかし、当時、フィレンツェのメディチ・リッカルディ宮殿にあるベノッツォ・ゴッツォリの、同時代の『東方三博士の礼拝』がある礼拝堂が示すように、コンスタンティノープルの陥落と、イタリアの政治世界にいたビザンチンの人物の寓話は珍しいものではなかった。

### ケネス・クラーク
1951年、美術史家のケネス・クラークは、髭を生やした人物をギリシャの学者と特定し、絵画を1453年のビザンチン帝国崩壊後の教会の苦難、および教皇ピウス2世により支持され、マントヴァ公会議で議論された十字軍の派遣の寓意と考えた。ふたたび、左端の男性はビザンチン皇帝ということになる。

### マリリン・アロンバーグ・ラヴィン
別の解釈が、マリリン・アロンバーグ・ラヴィンの著作『ピエロ・デラ・フランチェスカ：鞭打ち』によって提供されている。
建築内部の場面は、ピエロが知っていたであろう「鞭打ち」の他の多くの描写に非常に似ており、背中を向けてヘロデを指し示しているポンティウス・ピラトを表している。
ラヴィンは、右側の人物をマントヴァ侯ルドヴィーコ3世・ゴンザーガ、と特定し、左側の人物をその親友であり、ドゥカール宮殿に住んでいた占星術師オッタヴィアーノ・ウバルディーニ・デッラ・カルダと特定している。オッタヴィアーノは、二股の顎鬚に至るまで占星術師の伝統的な服装をしている。絵画が描かれたと思われる当時、オッタヴィアーノとルドヴィーコは2人とも愛する息子を失ったばかりで、ラヴィンによると、2人の息子は両者の間に若々しい人物として表現されている。若者の頭部が栄光を表す月桂樹に包まれていることに注意すべきである。ラヴィンは、本作はキリストの苦難と2人の父親の悲しみを比較することを意図していると示唆している。そして、ウルビーノのドゥカール宮殿内の、正面が絵画とまったく同じサイズである祭壇を有するオッタヴィアーノの個人礼拝堂（カペラ・デル・ペルドーノ）のために絵画がオッタヴィアーノによって依頼されたことを示唆している。絵画が祭壇の上にあったとしたら、画中の遠近法は、絵画の前にひざまずいた人だけに正確に見えたことであろう。

### ダフィット A. キング
ドイツのフランクフルトにある科学史研究所の所長（1985〜 2007年）であるダフィット・キングによって考案された解釈は、絵画とアストロラーベ上のラテン語の碑文との関連を立証している。このアストロラーベは、レギオモンタヌスが後援者のベッサリオン枢機卿に1462年にローマで贈ったものである。このアストロラーベ上のエピグラム (警句) がアクロスティックであるという発見は、2005年にキングの中世楽器セミナーのメンバー、ベルトホルト・ホルツシューによりなされた。縦軸の隠された意味には、ベッサリオン、レギオモンタヌスへの言及と、ベッサリオンが所有していた1062年制作のビザンチンのアストロラーベ（現在はブレシアにある）を置き換えることを意図された1462年の贈り物への言及が含まれている。同じ年に、ホルツシューは、エピグラムの主軸が絵画の主垂直軸に対応していることを発見した。これは、キリスト像と顎鬚を生やした男性の目を通過している。エピグラムの左側にある「BAIOANNIS」の文字と、右側にある「SEDES」の文字は、王位にあるバシレウス（皇帝）イオアニス8世を指している可能性があることは明らかであった。これにより、キングはエピグラム全体で名前のモノグラムを検索することになった（たとえば、キリストの場合は「INRI」、レギオモンタヌスの場合は「RGO」）。キングは8 +1の数字に対応する70の関連する名前を見つけ、8人の人物と1人の古典的な人物のそれぞれについて、二重または複数のアイデンティティを確立したのである。レギオモンタヌスとベッサリオンの両方は画家ピエロに知られており（彼らの共通の関心はアルキメデスであった）、レギオモンタヌスとピエロ両方によるアルキメデスの作品の複製は保存されている。キングは、1462年のアストロラーベの寄贈者と受領者の両方がピエロと一緒に絵画の構成を考案した可能性があるという仮説を立てた。赤い枢機卿の法衣の青年は、ベッサリオン枢機卿の新しい弟子でり、熱心な若いドイツの天文学者レギオモンタヌスとして識別できるようになった。しかし、レギオモンタヌスのイメージは、とりわけ、当時亡くなったばかりのベッサリオンの親しかった3人の優秀な若い男性、ブオンコンテ・ダ・モンテフェルトロ、ベルナルディーノ・ウバルディーニ・ダッラ・カルダ、ヴァンジェリスタ・ゴンザーガを体現している。画中のそれぞれの人物像、およびキリストの背後の柱の上部にある古典的な人物像は多義的であり、絵画自体も多義的である。本作のいくつかの目的の1つは、若い天文学者のレギオモンタヌスがベッサリオンのサークルに加わることにより将来への希望を示すことと、3人の亡くなった若い男性に敬意を表することであった。もう1つは、1461年に生まれ故郷のトレビゾンドがトルコ人に堕ちたというベッサリオンの悲しみを表現することであった。ベッサリオンは、トレビゾンドの陥落はビザンチン帝国の皇帝の責任だと考えた。

### ジョン・ポープ・ヘネシー
美術史家のジョン・ポープ・ヘネシー卿は、著書『ピエロ・デラ・フランチェスカの痕跡』で、絵画の実際の主題は「聖ヒエロニムスの夢」であると主張した。ポープ・ヘネシーによれば、
青年時代に、聖ヒエロニムスは、異教の書物を読んだために神の命令により皮膚を剥ぎ取られることを夢に見た。そして、彼自身、ウルビーノの絵画（本作）の左側部分を正確に描写する言葉で、後にユーストキウムへの有名な手紙でこの夢のことを語った。
ポープ・ヘネシーはまた、シエナの画家マッテオ・ディ・ジョヴァンニによる初期の絵画を引用しているが、この絵画は聖ヒエロニムスの手紙に記述されている主題を扱っており、ポープ・ヘネシーによる本作の主題の特定化を正当化する証左となっている。

## 影響
ピエロが最初に「発見」されたとき、特にキュビスムと抽象芸術の称賛者にとって、絵画の抑制と形式的な純粋さは強い魅力となった。本作は美術史家によって特に高く評価されており、フレデリック・ハートはそれをピエロの「最も完璧に近い成果であり、第2ルネサンス期の理想の究極の実現」と表現している。
本作は、レン・デイトンの1978年の小説『SS-GB』で言及されている。